# Helge Sidow
Helge Sidow (* 1976 in Pforzheim) ist ein deutscher Sprecher, Schauspieler und Kommunikationstrainer. Er lebt in Leonberg.

## Werdegang
Eine Ausbildung in Sprech- und Atemtechnik erfuhr Helge Sidow durch die Schauspieler Heidrun und Kurt Müller-Graf. Ab 1991 erhielt er erste Engagements im Radio, darunter für den Sender Welle Fidelitas und in Hörspielproduktionen des Süddeutschen Rundfunks (SDR).
1992 debütierte Sidow am Sandkorn-Theater (Karlsruhe), wo er bis 2000 als Schauspieler und Regieassistent tätig war. 1994 beendete er seine Schulausbildung am Lise-Meitner-Gymnasium (Königsbach) vorzeitig zugunsten seiner Theaterkarriere.
Parallel zu seiner Arbeit am Theater wirkte Sidow regelmäßig in Produktionen des Südwestfunks (SWF) und später des Südwestrundfunks (SWR) mit, unter anderem in Formaten wie dem Tatort und Die Fallers.
Ab Ende der 1990er-Jahre war Sidow als freier Mitarbeiter für Welle Fidelitas tätig. Von 2001 bis 2003 absolvierte er ein Volontariat beim Fernsehsender BTV.
Von 2004 bis 2006 erwog Sidow die Verlegung seines Wohnsitzes in die USA, nachdem er im Rahmen des Diversity Immigrant Visa Programms eine Greencard gewonnen hatte. 2006 entschied er sich, sein Geschäft in Deutschland weiter aufzubauen und gab die Greencard zurück.

## Tätigkeit als Sprecher
Seit 2003 arbeitet Sidow hauptberuflich als freier Sprecher und betreibt ein eigenes Tonstudio. Breite Bekanntheit erlangte seine Stimme über die Mitwirkung in etlichen tausend Produktionen wie Werbespots, Dokumentationen, Image- und Erklärfilme sowie Telefonansagen in Deutsch und Englisch.
Seit 2008 gehört er dem Sprecherteam des SWR an und ist regelmäßig in Formaten wie Weltspiegel (ARD), Marktcheck (SWR) und als einer der Hauptsprecher der Sendereihe Treffpunkt (SWR) zu hören.
Sidows Stimme findet regelmäßig in internationalen Produktionen für Industrie und Handel Verwendung. Seit 2010 ist er die deutsche und englische Stimme von Märklin-TV, ein regelmäßig erscheinendes Online-Magazin des Spielzeugherstellers Märklin.

## Lehrtätigkeit und Coaching
Neben seiner Tätigkeit als Sprecher arbeitet Sidow als Sprech- und Kommunikationstrainer. 2022 gründete er das Coaching-Programm Vocal Impact, das sich auf die Entwicklung stimmlicher Präsenz und Wirkung konzentriert.
Zudem lehrt Sidow seit 2022 an der Dualen Hochschule Baden-Württemberg (DHBW) in Stuttgart im Fach Crossmediale Produktion.

## Veröffentlichungen

### Bücher
- Wie du mit deiner Stimme Ziele erreichst. Edition Forsbach, 2022, ISBN 978-3-95904-225-3
- Die Stimme als Karriere-Turbo: Entdecke die Macht deiner Stimme für deinen beruflichen Erfolg. Remote Verlag, 2024, ISBN 978-1-960004-62-8 (Print), ISBN 978-1-960004-63-5 (E-Book)

### Hörbücher als Sprecher (Auswahl)
- Claus Derra, Heiner Heusinger: Achtsamkeit. Die Rosinenmethode. Die besten Übungen für den Alltag, Trias Verlag, Leipzig 2009, ISBN 978-3-8304-3512-9
- Gerd H. Meyden: All das ist Jagd, Begegnungen eines Jägers. Leopold Stocker Verlag, Graz 2014, ISBN 978-3-7020-1485-8.
- PONS Lektürehilfe: Dantons Tod – Georg Büchner. PONS / Ernst-Klett-Verlag, Stuttgart 2009, ISBN 978-3-12-561499-4
- PONS Lektürehilfe: Der Vorleser – Bernhard Schlink. PONS / Ernst-Klett-Verlag, Stuttgart 2009, ISBN 978-3-12-561497-0
- PONS Lektürehilfe: Die Leiden des jungen Werther – J.W.v. Goethe. PONS / Ernst-Klett-Verlag, Stuttgart 2009, ISBN 978-3-12-561496-3
- PONS Lektürehilfe: Don Karlos – Friedrich Schiller. PONS / Ernst-Klett-Verlag, Stuttgart 2009, ISBN 978-3-12-561498-7
- PONS Lektürehilfe: Effi Briest – Theodor Fontane. PONS / Ernst-Klett-Verlag, Stuttgart 2008, ISBN 978-3-12-561452-9.
- PONS Lektürehilfe: Die Räuber – Friedrich Schiller. PONS / Ernst-Klett-Verlag, Stuttgart 2008, ISBN 978-3-12-561450-5.
- Aureliana Sorrento: Die Mafia und die Macht – Ein Kronzeuge sagt aus. SWR 2, Stuttgart 2011
- Wilhelm Busch, Dr. Heinrich Hoffmann, Dr. Julius Lüthje: Die Klassiker – Max und Moritz u. a. Garant Verlag, Renningen 2013, ISBN 978-3-86766-435-6.

### DVD-Produktionen als Sprecher (Auswahl)55
- Feuerwehrfahrzeuge in Deutschland, Weltbild Verlag, Augsburg 2007ff., div.
- Perdita Lübbe-Scheuermann, Ulrike Thurau: Mensch-Hund-Beziehung: Menschen & Hunde und deren Kommunikationsstrategien, Kunsthaus Verlag, Boddin 2007, ISBN 978-3-933274-64-9